# Carles Anckermann i Riera
Carles Anckermann i Riera (Palma, 1829 - Cuba, 1909) fou un compositor i pedagog mallorquí.
Descendent d'alemanys, va arribar a Cuba l'any 1848, on va impartir classes de clarinet, piano i violí. A l'illa caribenya, va ser músic major de la banda de bombers, mestre de capella, director d'orquestra dels teatres Payret i Tacón en diverses èpoques, afinador de pianos i gravador. Com a compositor, destaca la seva Gran misa a quatre veus. Va ser el pare del compositor i director cubà Jorge Anckermann.